# Planta Municipal de Asfalto
La Planta Municipal de Asfalto (en inglés, Municipal Asphalt Plant) es un edificio histórico en el Upper East Side de Manhattan en Nueva York (Estados Unidos). Originalmente era una planta de asfalto y fue construida entre 1941 y 1944. Desde 1984 alberga el Asphalt Green, un centro acuático con piscina y gimnasio.
El edificio fue construido en un estilo que encajaba con el carácter residencial del vecindario circundante, al mismo tiempo que era industrial. Primero se diseñó el interior de la planta y el exterior del edificio con base en la estructura interna. El exterior fue diseñado con cuatro nervios arqueados, construido con hormigón armado. El arco redujo el espacio no utilizado, las tensiones y la necesidad de acero reforzado. Utiliza hormigón armado, una alternativa más barata con la que se había experimentado en Europa. 
La planta incluía otras estructuras, como un almacén  y un transportador, que fueron demolidos en 1968. El edificio de la planta se convirtió en un monumento de Nueva York en 1976 y se agregó al Registro Nacional de Lugares Históricos en 1980.

## Arquitectura
Construida para la oficina del presidente del distrito de Manhattan por los arquitectos Ely Jacques Kahn y Robert Allen Jacobs, la Planta Municipal de Asfalto fue construida entre 1941 y 1944. Su construcción obedeció a que la antigua planta se había quedado obsoleta y a que los vecindarios circundantes se transformaron de semicomerciales a residenciales. Sin embargo, el presidente del condado, Stanley Isaacs, consideró que el vecindario seguía siendo la ubicación ideal para una planta de asfalto porque la ubicación minimizaba la necesidad de transportar materias primas por las calles. 
La nueva planta de asfalto se hizo en un estilo industrial que tenía presente el carácter residencial del barrio. Primero se diseñó el interior de la planta y el exterior del edificio con base en la estructura interna. El exterior fue diseñado con cuatro nervios arqueados, construido con hormigón armado. Están espaciados a 6,7 m de distancia, 25,7 m de alto y 27,4 m de ancho. Los lados de las nervaduras tienen ventanas a un tercio de las paredes. El arco era más eficiente que la forma más convencional de un rectángulo, lo que habría resultado en un espacio no utilizado en la parte superior del edificio. El arco redujo aún más las tensiones y la necesidad de acero reforzado. Satisfacer esta necesidad era importante porque Estados Unidos estaba entrando en la Segunda Guerra Mundial, lo que encareció el precio del acero reforzado. Uno de los aspectos más significativos de este edificio es el uso de hormigón armado, una alternativa más económica con la que además se había experimentado en Europa, pero que no se había utilizado con gran éxito en Estados Unidos.
La planta de asfalto también contaba con dos estructuras de soporte: una instalación de almacenamiento rectangular para las materias primas que habían traído los camiones y una cinta transportadora que traía las materias primas a la planta de mezcla.

## Alteraciones importantes
Las estructuras circundantes, como la instalación de almacenamiento y el transportador, se derribaron en 1968 porque la planta de mezcla ya no funcionaba como tal. Designada como un hito de la ciudad de Nueva York en 1972, la ciudad agregó un campo de recreación de 91,4 m. La Ciudad contribuyó con 1,6 millones de dólares en Fondos Federales de Desarrollo Comunitario del Departamento de Vivienda y Desarrollo Urbano de Estados Unidos. Había planes para rehacer la Planta Municipal de Asfalto en tres edificios de gran altura y una nueva escuela. Sin embargo, George y Annette Murphy desafiaron estos planes y abogaron por la reconstrucción de la Planta de Asfalto Municipal en un centro recreativo porque el área ya era dos veces más densa que el resto de Manhattan, el área tenía dos escuelas subutilizadas y esta era la última que quedaba. terreno que podría ser utilizado para el centro recreativo del que carecía esta zona.
Los arquitectos de este proyecto fueron Pasanella + Klein. Esto significó cambios masivos en la estructura del interior del edificio. Por ejemplo, la entrada principal ahora es donde se habrían recibido los camiones y el gimnasio principal ahora está en el piso superior donde solía mezclarse el cemento. También rellenaron la entrada con bloques de vidrio y utilizaron nuevos materiales. En 1993, se agregó un nuevo edificio a Asphalt Green porque el edificio original restante había alcanzado su capacidad máxima. Este edificio fue diseñado por Richard Dattner.

## Recepción crítica
La Planta Municipal de Asfalto ha sido calificada de posmodernista. Robert Moses, el Comisionado de Parques, la llamó la "Catedral de Asfalto" y "la estructura costera más espantosa jamás infligida a una ciudad por una combinación de vanidad arquitectónica y mal gusto oficial". Walter D. Binger, Comisionado de Borough Works, lo defendió en un artículo del New York Times y el Museo de Arte Moderno lo defendió en una exposición titulada "Art in Progress" y un libro titulado "Built in USA, 1932-1944". El Museo de Arte Moderno hace referencia específica a las palabras de Robert Moses, "La nueva planta de asfalto municipal... que el comisionado del parque Robert Moses ha condenado recientemente con la designación de 'Catedral de Asfalto'... acaba de ser seleccionada por el Museo del Arte Moderno como '... uno de los edificios de todo el país que mejor representa el progreso en diseño y construcción durante los últimos doce años' ". El número de marzo de 1944 de Architectural Forum también lo describió como funcionalista.